# Listă de distincții militare din armata României
Distincțiile militare din armata României sunt însemne care se acordă persoanelor care au săvârșit fapte deosebite în timpul îndeplinirii misiunilor militare, în situațiile de criză și de război sau celor care au obținut rezultate meritorii în procesul instruirii. Acestea nu fac parte din sistemul național de decorații ci sunt specifice numai Ministerului Apărării. Distincțiile sunt oferite personalului militar și civil din Armata Română sau veteranilor de război de către ministrul apărării și de șefii Statului Major General ale forțelor armate române.
Distincțiile militare cuprind embleme, insigne onorifice, plachete, denumiri onorifice și distincții de serviciu iar acordarea lor este reglementată de „Instrucțiunile privind distincțiile militare onorifice din Armata României”.

## Embleme

### Embleme de onoare
Emblemele de onoare sunt oferite de către ministrul apărării, șefii Statului Major General sau directorul general al Direcției generale de informații a apărării pentru fapte deosebite care au ridicat prestigiul Armatei Române, pentru fapte de eroism, pentru îndeplinirea ireproșabilă a misiunilor sau pentru obținerea de rezultate deosebite în procesul de instruire. Acestea sunt oferite personalului militar și civil, structurilor Armatei României, rezerviștilor, veteranilor de război sau militarilor străini și structurilor militare.
| Nume                                                 | Avers | Revers | Panglică | Este oferită de                                                   |
| ---------------------------------------------------- | ----- | ------ | -------- | ----------------------------------------------------------------- |
| „Emblema de Onoare a Armatei României”               |       |        |          | Ministrul Apărării                                                |
| „Emblema de Onoare a Statului Major General”         |       |        |          | Șeful Statului Major General                                      |
| „Emblema de Onoare a Forțelor Terestre”              |       |        |          | Șeful Statului Major al Forțelor terestre                         |
| „Emblema de Onoare a Forțelor Aeriene”               |       |        |          | Șeful Statului Major al Forțelor aeriene                          |
| „Emblema de Onoare a Forțelor Navale”                |       |        |          | Șeful Statului Major al Forțelor navale                           |
| „Emblema de Onoare a Logisticii”                     |       |        |          | Șeful Statului Major General                                      |
| „Emblema de Onoare a Comunicațiilor și Informaticii” |       |        |          | Șeful Statului Major General                                      |
| „Emblema de Onoare a Informațiilor pentru Apărare”   |       |        |          | Directorul general al Direcției generale de informații a apărării |
| „Emblema de Onoare a Prizonierului de Război”        |       |        |          | Șeful Statului Major General                                      |

### Embleme de merit
Emblemele de merit pot fi oferite de către ministrul apărării, șeful Statului Major General, de secretarii de stat și șefii structurilor centrale și de către șefii statelor majore ale categoriilor de forțe ale armatei. Acestea cuprind trei clase: clasa I, clasa II și clasa III și sunt oferite personalului civil și militar, în funcție de anii petrecuți în serviciul armatei, pentru îndeplinirea ireproșabilă a sarcinilor din misiunile ONU, NATO sau UE, pentru participarea cu succes în situațiile de urgență din țară sau străinătate sau pentru atingerea unor titluri sau ranguri în cadrul armatei.

#### Emblema de merit „În Serviciul Armatei României”
| Clasă           | Avers | Revers | Insignă simbol | Note |
| --------------- | ----- | ------ | -------------- | --- |
| „Clasa I”       |       |        |                | Este oferită persoanelor care au o activitate desfășurată în arma și specialitatea militară de cel puțin 25 ani. |
| „Clasa a II-a”  |       |        |                | Este oferită persoanelor care au o activitate desfășurată în arma și specialitatea militară de cel puțin 20 ani. |
| „Clasa a III-a” |       |        |                | Este oferită persoanelor care au o activitate desfășurată în arma și specialitatea militară de cel puțin 15 ani. |

#### Emblema de merit „În Slujba Păcii”
| Clasă           | Avers | Revers | Insignă simbol | Note |
| --------------- | ----- | ------ | -------------- | --- |
| „Clasa I”       |       |        |                | Este oferită pentru merite deosebite, persoanelor care au îndeplinit sarcini în misiunile ONU, NATO și UE. Clasa emblemei este apreciată în funcție de importanța activității desfășurate. |
| „Clasa a II-a”  |       |        |                | Este oferită pentru merite deosebite, persoanelor care au îndeplinit sarcini în misiunile ONU, NATO și UE. Clasa emblemei este apreciată în funcție de importanța activității desfășurate. |
| „Clasa a III-a” |       |        |                | Este oferită pentru merite deosebite, persoanelor care au îndeplinit sarcini în misiunile ONU, NATO și UE. Clasa emblemei este apreciată în funcție de importanța activității desfășurate. |

#### Emblema de merit „Acțiuni Umanitare”
| Clasă           | Avers | Revers | Insignă simbol | Note |
| --------------- | ----- | ------ | -------------- | --- |
| „Clasa I”       |       |        |                | Este oferită personalului militar și civil pentru merite deosebite în timpul participării la situațiile de urgență din țară și străinătate. Clasa emblemei este apreciată în funcție de importanța activității desfășurate. |
| „Clasa a II-a”  |       |        |                | Este oferită personalului militar și civil pentru merite deosebite în timpul participării la situațiile de urgență din țară și străinătate. Clasa emblemei este apreciată în funcție de importanța activității desfășurate. |
| „Clasa a III-a” |       |        |                | Este oferită personalului militar și civil pentru merite deosebite în timpul participării la situațiile de urgență din țară și străinătate. Clasa emblemei este apreciată în funcție de importanța activității desfășurate. |

#### Emblema de merit „Știința Militară”
| Clasă           | Avers | Revers | Insignă simbol | Note |
| --------------- | ----- | ------ | -------------- | --- |
| „Clasa I”       |       |        |                | Este oferită pentru obținerea titlului de doctor în știință, pentru elaborarea unor lucrări de valoare fundamentală sau pentru invenții și inovații brevetate, aplicate în sistemul militar. |
| „Clasa a II-a”  |       |        |                | Este oferită ofițerilor șefi de promoție și pentru invenții și inovații omologate, aplicate în sistemul militar.                                                                             |
| „Clasa a III-a” |       |        |                | Este oferită maiștrilor militari și subofițerilor șefi de promoție și pentru elaborarea unor lucrări științifice deosebite care reglementează sistemul militar.                              |

#### Emblema de merit „Rezerva Armatei României”
| Clasă           | Avers | Revers | Insignă simbol | Note |
| --------------- | ----- | ------ | -------------- | --- |
| „Clasa I”       |       |        |                | Este oferită generalilor în rezervă și retragere pentru merite în promovarea spiritului militar.                                |
| „Clasa a II-a”  |       |        |                | Este oferită ofițerilor în rezervă pentru activitate meritorie ca rezerviști în cadrul unităților armatei.                      |
| „Clasa a III-a” |       |        |                | Este oferită maiștrilor militari, subofițerilor, gradaților și soldaților în rezervă, pentru activitate meritorie în pregătire. |

#### Emblema de merit „Partener pentru Apărare”
| Clasă           | Avers | Revers | Insignă simbol | Note |
| --------------- | ----- | ------ | -------------- | --- |
| „Clasa I”       |       |        |                | Este oferită cetățenilor și instituțiilor din țară și străinătate, persoane fizice sau juridice, pentru contribuții deosebite la susținerea activităților armatei. Clasa emblemei de merit este apreciată în funcție de importanța activității desfășurate. |
| „Clasa a II-a”  |       |        |                | Este oferită cetățenilor și instituțiilor din țară și străinătate, persoane fizice sau juridice, pentru contribuții deosebite la susținerea activităților armatei. Clasa emblemei de merit este apreciată în funcție de importanța activității desfășurate. |
| „Clasa a III-a” |       |        |                | Este oferită cetățenilor și instituțiilor din țară și străinătate, persoane fizice sau juridice, pentru contribuții deosebite la susținerea activităților armatei. Clasa emblemei de merit este apreciată în funcție de importanța activității desfășurate. |

## Distincții de serviciu
Distincțiile de serviciu se acordă persoanelor din cadrul Armatei României pentru   a le atesta meritele și realizările individuale. Acestea sunt simboluri onorifice prin care comandanții apreciază meritele și rezultatele subordonaților sau prin care evidențiază un eveniment sau o etapă din activitatea acestora.

### Insigne simbol pentru absolvirea unor forme de pregătire (ofițeri)
| Insignă | Notă                                                                  |
| ------- | --------------------------------------------------------------------- |
|         | Insigna simbol a cursului interarme.                                  |
|         | Insigna simbol a cursului de management sisteme tehnice și logistice. |
|         | Insigna simbol a cursului de management logistic de sănătate.         |
|         | Insigna simbol pentru masterat.                                       |
|         | Insigna simbol a cursului de stat major.                              |
|         | Insigna simbol a cursului avansat.                                    |
|         | Insigna simbol a cursului de bază.                                    |
|         | Insigna simbol a cursului de specializare.                            |
|         | Insigna simbol a cursului de limbi străine.                           |

### Insigne simbol pentru absolvirea unor forme de pregătire (gradați)
| Insignă | Notă                                                                       |
| ------- | -------------------------------------------------------------------------- |
|         | Insigna simbol a cursului pentru gradații profesioniști.                   |
|         | Insigna simbol a cursului de specializare.                                 |
|         | Insigna simbol a cursului de comandant de grupă, piesă și mașină de luptă. |

### Insigne simbol pentru îndeplinirea misiunilor externe
| Insignă | Notă                                                    |
| ------- | ------------------------------------------------------- |
|         | Insigna simbol a reprezentantului militar.              |
|         | Insigna simbol a adjunctului în reprezentanța militară. |
|         | Insigna simbol a ministrului consilier.                 |
|         | Insigna simbol a șefului de secție.                     |
|         | Insigna simbol a șefului de birou.                      |
|         | Insigna simbol a ofițerului de stat major.              |
|         | Insigna simbol a subofițerului de stat major.           |
|         | Insigna simbol a expertului.                            |
|         | Insigna simbol a personalului auxiliar.                 |

### Insigne simbol pentru obținerea de rezultate foarte bune în diverse concursuri
| Insignă | Notă                                                          |
| ------- | ------------------------------------------------------------- |
|         | Insigna simbol a premiului I.                                 |
|         | Insigna simbol a premiului II.                                |
|         | Insigna simbol a premiului III.                               |
|         | Insigna simbol a olimpiadei, locul I.                         |
|         | Insigna simbol a olimpiadei, locul II.                        |
|         | Insigna simbol a olimpiadei, locul III.                       |
|         | Insigna simbol pentru întreceri sportive militare, locul I.   |
|         | Insigna simbol pentru întreceri sportive militare, locul II.  |
|         | Insigna simbol pentru întreceri sportive militare, locul III. |

## Plachete și denumiri onorifice
Plachetele sunt distincții aniversare, comemorative și de recompensare pentru rezultatele obținute de personalul Armatei Române. Aceste sunt confecționate de structurile militare și sunt folosite pentru a aniversa sau comemora evenimente specifice, pentru personalul care s-a remarcat în diverse concursuri sau pentru a recompesa personalul militar sau civil care se pesionează sau care părăsește o anumită structură.
Denumirile onorifice se acordă structurilor militare și promoțiilor de elevi, studenți, maiștri militari, subofițeri și ofițeri respectând actele normative specifice în vigoare.